# 乙暁光
乙 暁光（いつ ぎょうこう、1958年6月 - ）は、中華人民共和国の軍人。江蘇省沭陽県出身。中国共産党の17大、18大、19大の代表。中国共産党第18期中央委員会候補委員。中国共産党第19期中央委員会委員。

## 経歴
1958年6月、江蘇省沭陽県で生まれる。1974年3月、中国人民解放軍に入隊。1977年11月に中国共産党入党。中国人民解放軍空軍航空大学、中国人民解放軍国防大学を卒業。以後、成都軍区空軍司令部軍事訓練処射撃主任、航空兵団団長、成都軍区雲南空軍航空兵訓練基地政治部主任、航空兵師参謀長、空軍航空飛行師師長、空軍司令部軍訓部部長、雲南航空兵訓練基地司令官、成都軍区空軍副参謀長、空軍武漢基地司令官、空軍武漢指揮所主任を歴任した。
2003年10月、広州軍区空軍副参謀長に就任。2004年3月、中国人民解放軍空軍指揮学院院長に就任。2008年3月、空軍副参謀長に就任。2010年12月、南京軍区副司令員兼南京軍区空軍司令員に就任。2012年12月、中国人民解放軍総参謀長補佐に就任。2014年7月、中国人民解放軍副総参謀長に就任。2016年1月、中国共産党中央軍事委員会連合参謀部副参謀長に任命。2017年10月、中国人民解放軍中部戦区司令員に昇格。
2001年7月、少将。2012年7月、中将。2016年7月、上将に昇格する。